# Olenecamptus ethiopicus
Olenecamptus ethiopicus är en skalbaggsart som beskrevs av Stefan von Breuning 1977. Olenecamptus ethiopicus ingår i släktet Olenecamptus och familjen långhorningar. Inga underarter finns listade i Catalogue of Life.